# Lake Preston
Lake Preston – miasto w Stanach Zjednoczonych, w stanie Dakota Południowa, w hrabstwie Kingsbury.